# Deauxma
Deauxma (született Robin Collette Masterson) (Würzburg, Nyugat-Németország, 1960. január 25. –) amerikai fotómodell, pornószínésznő.

## Életpályája
A nyugat-németországi Würzburgban született, ikerhúgával együtt. (Egy forrás szerint a texasi San Antonióban született.) Apja az amerikai megszálló hadsereg katonája volt. Gyermekkorát Ohio államban töltötte.
Fiatalon modellkedett, de csak 2003-2004 körül került a szexiparba, több, mint 40 évesen, e műfaj szokásaihoz képest elég későn. Fényképeit beküldte egy amatőr pornográfiára szakosodott internetes honlaphoz. A dús keblű, fekete hajú, zöld szemű, napbarnított, karcsú és kisportolt testű délszaki szépség hamarosan jól fizető filmszerepeket és élő szex-szereplési ajánlatokat kapott. Művésznevének ötletét egy New Orleans francia negyedében látott reklámtábla feliratából („Deaux”) merítette. Ebből szójátékot fabrikált, eszerint a „Deauxma” szót „dúmí”-nak kell ejteni, hogy az angol „do me”-val azonosan hangozzék (sugallt jelentése „csináld nekem”, „tegyél magadévá”).
2005-től kezdve Deauxma főszerepet kapott a Girlfriends Films stúdió Road Queen c. pornófilmsorozatában. Egy leszbikus nőt alakít, aki az 1950-es évekből való, Mercury márkájú lila országúti cirkálóval járja az amerikai vidéket, és nőkkel folytat le gyors és változatos kalandokat. A Road Queen 22-ben nyújtott alakításáért 2013-ban Deauxma-t jelölték a leszbikus műfaj legjobb szereplőjének járó XBIZ-díjra („Best Actress - All-Girl Release”).  A sorozat jelenleg (2013 szeptemberében) a 26. folytatásánál tart. Deauxma mindegyik epizód egy vagy több jelenetben szerepel.  Legtöbb filmjét a leszbikus filmekre szakosodott Girlfriends Films és Sweetheart Video stúdiókkal forgatta, néhány heteroszex filmben is dolgozott a Filmco és a Bang Bros Productions számára.
2009 szeptemberétől megindította saját website-ját (www.deauxmalive.com). Szaktársnőjének, Vicky Vette-nek üzleti honlapján is szerepel. Fotói több felnőtt magazinban (Score, D Cup, Gent, High Society) megjelentek.
Korának megfelelően Deauxma alapvetően a középkorú nők közreműködésével készülő (MILF) kategóriájú filmekben szerepel. 2012-ben mellnagyobbító plasztikai műtétnek vetette alá magát, feljavítva addig sem elhanyagolható természetes méreteit. Ekkor (52 évesen) bejelentette, hogy nem tervezi közeli visszavonulást a pornófilmezéstől: „Megyek tovább, amíg nem szorulok járókeretre.”
A pornófilmezés mellett Deauxma polgári foglalkozást is űz, egy számítástechnikai kereskedő cégnél dolgozik. Magassága 170 cm, súlya 61 kg, méretei 100-63-89 cm (32G-25-35 coll). Szexuális irányultsága biszexuális.
A texasi San Antonióban él családjával. Három fia van férjétől, Larry Pulliamtól, akivel  1979 óta házasok. A férj egy személyben feleségének fotósa, ügynöke, menedzsere és több szexfilmben vele együtt szerepelt is.

## Díjai
- 2011: Miss FreeOnes (10. helyezés)[19]
- 2013: XBIZ-díj jelölés („Best Actress - All-Girl Release”)

## Főbb filmszerepei
| - HardScore 2 (2004) - Texas Lesbian Dancer Stories 1,2 (2005,2006) - Texas Video Store Seductions (2005) - Women Seeking Women 15,16,26,34,51,52,53 (2005–2009) - Road Queen 1…26 (2005–től) - Older and Horny 5 (2005) - Lesbian Triangles 5–26 (2008-2012) - Lesbian Seductions 6,10,11,14,17,39 (2006–2012) - Diary of a MILF 2 (2006) | - No Man’s Land – MILF Edition (2007) - My Friend’s Hot Mom 9,16,18,22,23,30 (2007–2012) - MILF Club (2008) - MILF Soup 2,5 (2007,2008) - MILF Lessons 17,18 (2008) - Lesbian Mentors 2,3 (2009–2010) - The Mexican boyfriend of my daughter (2010) - Lesbian Psycho Dramas 7 (2011) - 2 Chicks Same Time 10 (2012) |